# Индрикотерии
Индрикотериите (на латински: Indricotherium; Paraceratherium) са род бозайници от разред Нечифтокопитни, семейство Hyracodontidaе. Били са огромни родственици на днешните носорози, едни най-големите бозайници, живели някога на Земята. Обитавали са цяла Евразия от Китай до Балканите.

## Описание
Представителите на този род са живели през Олигоцен, преди около 37,2 – 23,3 млн. години.
Възрастен мъжки е достигал височина в раменете от 4,8 m, дължина 7,4 m и тегло от 15 – 20 t. Индрикотериите са имали дълги подобни на колони крака и дълга шия, поддържаща череп с дължина 1,7 m. Не са имали рог. Поради огромните си размери тези животни са имали малко врагове.

## Хранене
Индрикотериите са водили живот, подобен на слоновете и съвременните носорози. Били са растителноядни, хранещи се с листа и храсти.

## Видове
- Paraceratherium bugtiense
- Paraceratherium orgosensis
- Paraceratherium prohorovi
- Paraceratherium transouralicum
- Paraceratherium zhajremensis